# Sixth Comm
Sixth Comm (zeitweise auch Six Comm oder 6 Comm) ist ein britisches Musikprojekt, das 1985 gegründet wurde.

## Geschichte

### Erste Jahre
Sixth Comm wurde 1985 von Patrick Leagas (Ex-Death in June) gegründet. Für Sixth Comm arbeitet er unter dem Pseudonym Patrick O’Kill. Die ersten Aufnahmen wurden 1987 auf dem Album A Nothing Life in Form einer Tonbandkassette veröffentlicht. Dieses Album enthielt auf einer Seite alternative Versionen von Titeln, die Leagas in den Jahren 1984 und 1985 für Death In June geschrieben hatte und auf der anderen Seite Titel des neuen Projekts.
Die Veröffentlichung des Albums ging mit der Gründung der Labels Eyas Media und Kenaz (auch Cenaz) einher, auf denen in den kommenden Jahren – neben den Sixth-Comm-Alben – auch unautorisierte Death-in-June-Alben erschienen.
Im Mai 1987 veröffentlichte Sixth Comm die LPs Content with Blood und Fruits of Yggdrasil sowie die EP The Taste for Flesh. Letztere beiden sind das Ergebnis einer Zusammenarbeit mit der niederländischen Runenmagierin Freya Aswynn (bürgerlich: Elizabeth Hooijschuur), die etwa zur gleichen Zeit das in Esoterik-Kreisen viel beachtete Buch Leaves of Yggdrasil (in Deutschland unter dem Namen Die Blätter von Yggdrasil erschienen) veröffentlichte. Ein Jahr später erschien über das französische Label IN9 die Retrospective-Collection Turn of the Wheel.
1989 lernte Patrick Leagas seine spätere Partnerin Amodali kennen, die auf der Maxi Paradise/Calling (1989) und den vorerst letzten offiziellen Sixth-Comm-Alben Asylum (1990) und Seething (1990) mitwirkte. Etwa zur gleichen Zeit gingen Label und Vertrieb der Gruppe bankrott. Das ebenfalls 1990 veröffentlichte Album Morthogenisis, eine Kollektion älterer Titel aus den Jahren 1985–1987, stellt das vorläufige Ende Sixth Comms dar.

### Mother Destruction
Leagas und Amodali starteten einen Neubeginn mit dem Projekt Mother Destruction. Während die erste Vinyl-Version von Seething noch als reines Sixth-Comm-Album erschien, wurde bei Nachauflagen Sixth Comm Becomes Mothers of Destruction oder Sixth Comm/Mother Destruction auf die Cover gedruckt.
In Interviews äußerte Leagas mehrfach, dass Sixth Comm ständig in Verbindung mit Death In June gebracht wurden, was bei der Musikpresse oft zu negativen Reaktionen führte. Vor allem Sängerin Amodali hatte große Schwierigkeiten damit, sodass die Arbeit an Sixth Comm eingestellt wurde. Allerdings bestand das Label, bei dem Mother Destruction nun unter Vertrag waren, darauf, neben dem neuen Namen auch Sixth Comm mit aufzuführen, um bessere Verkaufszahlen zu erzielen. Ganz treu blieb sich die Band mit ihrer Entscheidung allerdings nicht, denn 1993 erschien mit der CD Grey Years ein weiteres Sixth-Comm-Album mit Aufnahmen aus den Jahren 1987 bis 1992 – irreführender Weise mit Titeln von Amodali, die vor ihrer Zeit bei Sixth Comm entstanden sind.
Nach dem 2000er Mother-Destruction-Album Chemantra gingen Patrick Leagas und Amodali sowohl musikalisch als auch privat getrennte Wege.

### Neubelebung und Auflösung
Patrick Leagas kündigte einige Zeit später eine Sixth-Comm-Wiederbelebung an und nennt die Band fortan nur noch 6 Comm. 2006 erschien mit Headless eine Doppel-CD sowie Neuauflagen der Alben Content with Blood und Fruits of Yggdrasil. Ein neues Album namens Godscite wurde bereits angekündigt. Auch live erschien 6 Comm wieder auf der Bildfläche. Für 2009 wurde ein Reunion-Konzert mit Freya Aswynn in London angekündigt.
Im Jahr 2010 gab Sixth Comm noch einmal einige Konzerte unter dem Motto „Last Farewell“. Auf der offiziellen Webseite der Band erklärte Patrick Leagas das Ende von Sixth Comm. In Zukunft möchte er sich stattdessen neuen Projekten unter neuen Namen widmen, eines davon wird Schräge Musik sein. Dennoch folgten weitere Konzerte und Tourneen sowie eine Tonträgerveröffentlichung 2013. 2014 traten Six Comm (nach 2009 und 1995) erneut auf dem Wave-Gotik-Treffen in Leipzig auf.

## Stil
Die Alben der 1980er sind primär dem Electro-Wave-Umfeld zuzuordnen und lassen sich mit der „Nada!“-Ära von Death in June vergleichen. In der Phase um 1990 experimentierten Sixth Comm vermehrt mit Ritual- und Tribal-House-Elementen. Jüngere Aufnahmen besitzen meist einen experimentellen, elektronischen Charakter. Wiederkehrende Themen in der Musik Sixth Comms sind die Nordische Mythologie, Runenmagie, Krieg und das Anti-Christentum.
Bereits im Beiheft zum 1990 erschienenen Album Seething distanziert sich Sixth Comm ausdrücklich von einer politischen Motivierung bei der Verwendung von Runen und anderen Symbolen, die von rechtsextremen Organisationen aufgegriffen wurden: „Die Perversion von Runen und die Entstellung von Gottesbegriffen durch rechtsextreme/rassistische Organisationen ist deshalb ein Quell der Sorge für mich und viele andere, die aufrichtig um die Tradition und ihre Weiterentwicklung als ein magisches System bemüht sind. Religion und Politik führen üblicherweise eine ungesunde Liebesbeziehung, und ich hoffe, dass mehr Leute geneigt sein werden, die Mythen und die Magie dieses Systems aus einer unpolitischen, vorurteilsfreien Perspektive zu erforschen.“

## Diskografie (Auszug)
- 1987: A Nothing Life (Kassette/CD)
- 1987: Content with Blood (LP/CD)
- 1987: The Taste for Flesh (12″)
- 1987: Fruits of Yggdrasil (LP/CD)
- 1988: Turn of the Wheel (CD)
- 1989: Paradise/Calling (Picture-12″)
- 1990: Asylum (LP/CD)
- 1990: Morthogenisis (Mini-LP/CD)
- 1990: Seething (LP/CD)
- 1991: Control (Mini-CD mit Concrete Temple)
- 1993: Grey Years (CD)
- 2001: Recoil (CD)
- 2006: Headless (2CD)
- 2009: Like Stukas Angels Fall (Retrospective 1984–1990)
- 2013: Ontogeny 1 (CD)

Diskografie Mother Destruction
- 1992: Ascending the Spiral Groove (EP)
- 1994: Pagan Dance
- 1995: Serpent Dance (EP)
- 1998: ...Songs of the Vanir 1
- 1998: Fetch
- 1998: Hagazussa
- 2000: Chemantra